# Palaephatidae
Palaephatidea là một họ côn trùng trong bộ Cánh vẩy, và là họ duy nhất trong liên họ Palaephatoidea. Họ này có 7 chi đã được biết đến, phân bố chủ yếu ở Nam Mỹ (Davis, 1986), với 4 loài ở miền đông Úc và Tasmania và 1 loài ở Nam Phi (Davis, 1999). Ấu trùng cuộn lá của Proteaceae (Ptyssoptera) hay Verbenaceae (Azaleodes) (Nielsen, 1987).